# أمراض الجهاز الهضمي
أمراض الجهاز الهضمي، هي الأمراض التي تتعلق بالهضم، تحديداً الأمعاء الغليظة والأمعاء الدقيقة والمعدة والمريء والمستقيم وملحقات الجهاز الهضمي كالمرارة والكبد والبنكرياس.

## أمراض الفم

عدد الوفيات بسبب أمراض الجهاز الهضمي في 2012
36-131
132-205
206-232
233-274
275-313
314-352
353-390
391-460
461-546
547-1109

على الرغم من أن الفم يعتبر جزء من الجهاز الهضمي تشريحيا إلا أن أمراض الفم عادة لا تعتبر من ضمن أمراض الجهاز الهضمي. أكثر أمراض الفم شيوعيا هي الأمراض التي تسببها اللويحة السنية مثل التهاب اللثة والتهاب دواعم السن والتسوس السني. بعض الأمراض الأخرى والتي تحدث في مناطق أخرى من الجهاز الهضمي قد تؤثر على الفم مثل:
- أمراض ارتجاع الجهاز الهضمي والتي قد تسبب التآكل الحمضي للأسنان والبخر الفموي.
- متلازمة غاردنر والتي قد تصاحب فشل بزوغ الأسنان وزيادة عدد الأسنان والكيس السني.
- متلازمة بوتز-جيغرز والتي تكون بقعا سوداء على الأغشية الفموية أو الشفاة أو على الجلد المحيط بالفم.
- العديد من أمراض الجهاز الهضمي خاصة الأمراض المصاحبة لسوء الامتصاص والتي قد تسبب قرح فموية والتهاب اللسان والتهاب الشفة الزاوي.
- متلازمة بلومر فنسون والتي قد تسبب التهاب اللسان والتهاب الشفة الزاوي.[3]

## أمراض المريء
تشمل أمراض المريء مجموعة من الاضطرابات التي تصيب المريء. أكثر الأمراض شيوعا في المرئ في الدول الغربية هو الارتجاع المعدي المريئي والذي يظهر بصورة مزمنة مسببا تغيرات في الطبقة الطلائية للمرئ والتي تعرف باسم مريء باريت.
الأمراض الحادة تشمل العدوى مثل التهاب المرئ والصدمات التي يسببها ابتلاع مواد مسببة للتأكل أو انفجار الأوردة مثل دوالي المرئ أو متلازمة بورهاف ومتلازمة مالوري فايس. قد تشمل الأمراض المزمنة بعض أمراض العيوب الخلقية مثل رتج زنكر ومتلازمة بلامر فنسون وأمراض حركة المرئ مثل مريء كسارة البندق.
```
فيما يلي أشهر الأمراض التي تصيب المريء:
```

- تعذر الارتخاء المريئي
- مريء باريت
- داء شاغاس
- رتق المريء
- سرطان المريء
- دوالي مريئية
- التهاب المريء
- الإرتجاع المعدي المريئي
- متلازمة مالوري فايس
- عسر البلع العصبي
- حلقة تشاتزكي
- رتج زنكر
- متلازمة بورهاف
- التشنج المرييء المنتشر
- مريء كسارة البندق

## أمراض المعدة
تشير إلى الأمراض التي تصيب المعدة. التهاب المعدة بسبب عدوى لأي سبب يؤدي إلى التهاب المعدة وعندما يشمل أجزاء أخرى من الجهاز الهضمي يطلق عليه التهاب معدي معوي. في المعدة يكون هناك توازن طفيف بين حمض المعدة وبطانة الجدار الذي يحميها المخاط. عندما تتعطل هذه البطانة المخاطية لأي سبب من الأسباب، الإشارات والأعراض من نتيجة الحموضة. هذا قد يؤدي إلى آلام في البطن العلوي، وعسر الهضم وفقدان الشهية، غثيان، والتقيؤ والحرقة.
تشمل الأعراضُ الرئيسية لالتهاب المعدة: الإسهال المائي. وتشمل الأعراض الأخرى: ألم البطن والقشعريرة والحمَّى والصداع ووجود دم في البراز وغالبا ما يكون أول علامة على أن هناك مشكلة في المعدة. عندما يستمر التهاب المعدة لفترة طويلة يصبح حالة مزمنة والتي يصاحبها العديد من الأمراض مثل التهاب المعدة الضموري وسرطان المعدة. من الحالات الشائعة أيضا القرحة الهضمية في المعدة حيث يقوم التقرح بإزالة غشاء المعدة والذي يقوم بحماية أنسجة المعدة من أحماض المعدة. من أهم أسباب حدوث قرحة المعدة هو العدوى ببكتريا الملوية البوابية. تشمل الاضطرابات الخلقية في المعدة فقر الدم الخبيث، حيث تؤدي الاستجابة المناعية المستهدفة ضد الخلايا الجدارية إلى عدم القدرة على امتصاص فيتامين بي12.

## أمراض الأمعاء
يمكن أن تصاب الأمعاء الدقيقة والأمعاء الغليظة بأمراض معدية أو أمراض مناعية أو بحالات فسيولوجية. يطلق على التهاب الأمعاء اسم التهاب معوي قولوني والذي قد يؤدي إلى الإسهال.
الحالات الحادة التي تصيب الأمعاء تشمل الإسهال والجلطة المعوية. أسباب الإمساك قد تشمل انسداد الأمعاء أو تعفن البراز والتي تنتج بسبب الانسداد المعوي أو الانفتال. داء الأمعاء الالتهابي هو مرض غير معروف السبب ويصنف على أنه داء كرون أو التهاب القولون التقرحي والذي قد يؤثر على الأمعاء وعلى أجزاء أخرى من الجهاز الهضمي. الأسباب الأخرى لحدوث مشاكل في الأمعاء تشمل الالتهاب المعوي القولوني الناخر.

### الأمعاء الدقيقة

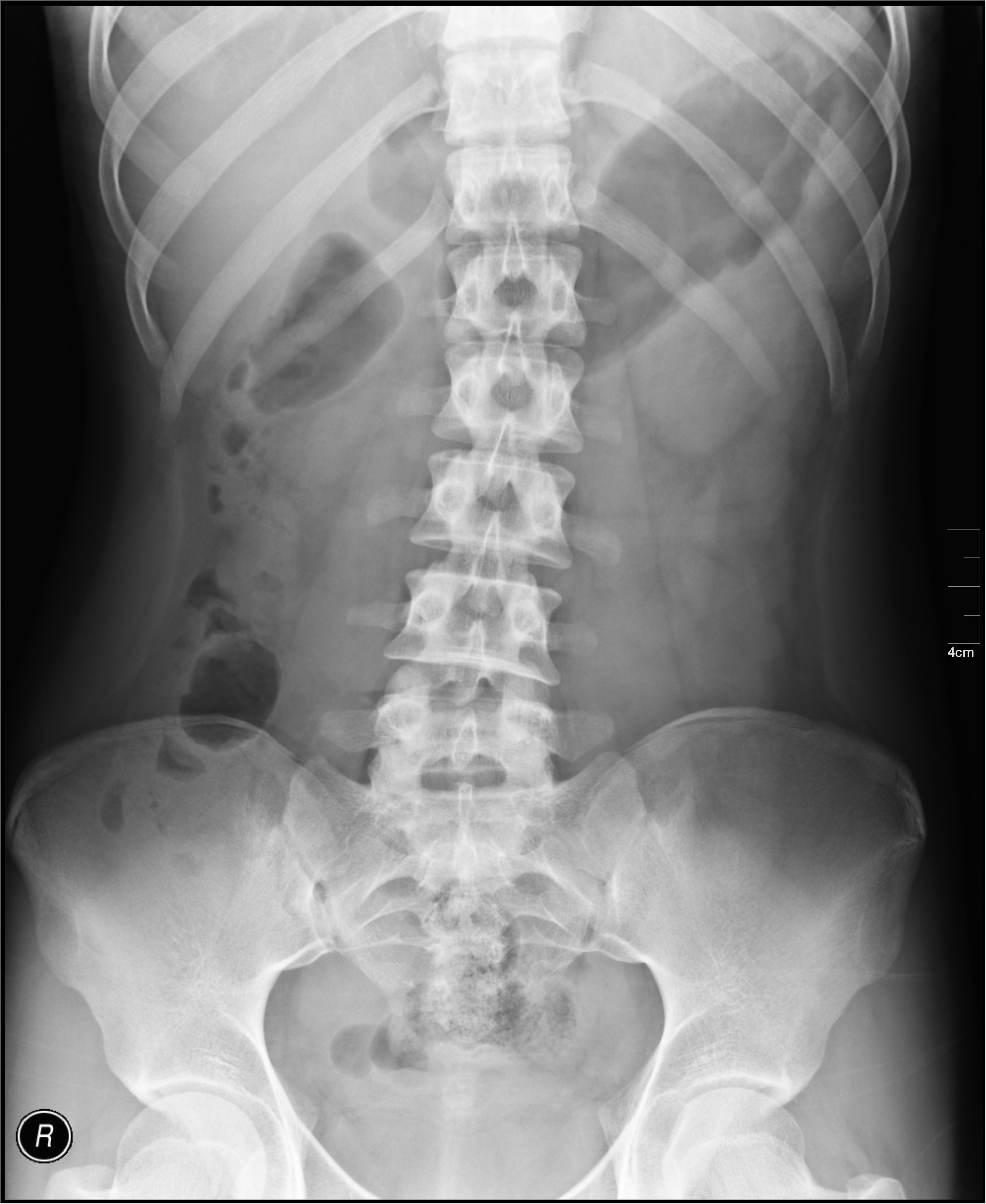
تصوير بالأشعة السينية للبطن لفحص الأمعاء الغليظة

معدّل طول الأمعاء الدقيقة في الذكور البالغين هو 6.9 متر، و 7.1 متر في النساء البالغات. وقد يختلف طولها اختلافًا كبيرًا بين البشر، فقد يتراوح من طول 4.6 متر حتى طول 9.8 متر. وقد أشارت دراسات حديثة أن الأمعاء الدقيقة قد تكون أقصر، لتصل إلى حوالي 3.5 متر، وأن طول الأمعاء هو أقل تأثرًا بالسن بعد الطفولة مما كان متوقًعًا.
إن الأمعاء الدقيقة هي جهاز معقد، ولذا فإن هناك عدد هائل من الحالات الممكنة التي قد تؤثر على وظيفتها. وفيما يلي بعض منها بعضها شائع، حيث تصيب حتى %10 من الناس في وقت ما في حياتهم، في حين أن البعض الآخر نادر جدًا.
- انسداد الأمعاء الدقيقة أو اضطرابات انسدادية
  - علوص شللي
  - إنفتال
  - فتق
  - التصاقات
  - انسداد من ضغط خارجي
  - انسداد من كتلة في لمعة الأمعاء (جسم غريب، بازهر، حصاة المرارة)
- أمراض معدية
  - داء الجيارديات
  - داء الأسكارس
  - ذرب مداريّ
  - الشريطية (العوساء العريضة، شريطية وحيدة، شريطية قزمة)

### الأمعاء الغليظة
تشكل الأمعاء الغليظة كلا من الأعور، والقولون، والمستقيم، والقناة الشرجية. وتوجد بكتريا تعيش في الامعاء الغليظة وهي غير ضارة بالنسبة للإنسان إلا في حالات نقص المناعة المكتسبة (الإيدز) وظيفتها هي أنها تساعد على تخمير بقايا النشويات والبروتين لتسهيل الامتصاص وكذلك امتصاص الماء وبعض الأملاح المعدنية. عند إصابة الأمعاء الغليظة ببعض الأمراض قد يظهر الدم في البراز كأول علامات المرض كما قد يؤدي إلى الإصابة بالإمساك أو قد يسبب المغص وارتفاع درجة حرارة الجسم. الفحوصات التي تؤكد وجود مشكلة ما في الأمعاء الغليظة تشمل إجراء التصوير بالأشعة السينية للبطن أو تنظير القولون.